# Cannula
Cannula es un género de saltamontes de la subfamilia Acridinae, familia Acrididae, y está asignado a la tribu Phlaeobini. Este género se distribuye en África.

## Especies
Las siguientes especies pertenecen al género Cannula:
- Cannula gracilis (Burmeister, 1838)
- Cannula karschi (Kirby, 1910)
- Cannula vestigialis Roy, 2003